# Claude de Ramezay
Pour les articles homonymes, voir Ramezay.
Claude de Ramezay (1659-1724) fut officier puis gouverneur par intérim de la Nouvelle-France.

## Biographie
Fils de Timothée de Ramezay, seigneur de Lagesse, de Montigny et de Boisfleurant, et de Catherine Tribouillard, il arrive en Nouvelle-France en 1685 en tant qu'officier des troupes de la Marine.
Il est gouverneur de Trois-Rivières entre 1690 et 1699.
Entre 1699 et 1704, il est fait commandant des troupes canadiennes.
Il est gouverneur de Montréal de 1704 à 1724.
Entre 1714 et 1716, il devient le gouverneur par intérim de la colonie de la Nouvelle-France en l'absence du gouverneur Philippe de Rigaud de Vaudreuil.
Le Château Ramezay, situé en face de l’hôtel de ville de Montréal, abrite aujourd’hui un musée d'histoire.
Avant d’être appelé au gouvernement de Montréal, M. de Ramezay avait été commandant des troupes de la Nouvelle-France. Il est né à Lagesse, dans l'actuel département de l'Aube, en France, en 1659, et il arrive en Nouvelle-France comme officier des troupes de la marine en 1685. De 1690 à 1699, Ramezay fut gouverneur de Trois-Rivières, puis, de 1699 à 1704, il commanda diverses troupes de la colonie et en 1704, il devient le onzième gouverneur de Montréal. À ce titre, il arrive à Montréal en 1705.
Claude de Ramezay connaissait bien les dangers que court une ville non fortifiée. C’est pourquoi il décide d’ériger un mur de pierre autour de la ville. Avec cette fin, il confie à l’ingénieur Chaussegros de Léry, en 1717, le soin de construire une muraille de 18 pieds de hauteur avec une épaisseur de 4 pieds à la base et de 3 au sommet. Onze portes furent ouvertes sur le fleuve et trois sur la campagne. Cette enceinte a protégé la ville pendant plus d’un siècle et fut démolie en 1822.
Claude de Ramezay engage l’architecte Pierre Couturier pour construire sa résidence officielle sur le coteau de la rue Notre-Dame. De belles réceptions sont offertes dans ce domaine qui est au cœur de la vie sociale et mondaine de la ville.
Il a eu seize enfants de son mariage avec Marie-Charlotte Denys de la Ronde, issue de l’une des premières familles du pays. Elle est la fille de Pierre Denis, seigneur de La Ronde et de Percé, grand maître des Eaux et Forêts de la Nouvelle-France, et de Catherine Le Neuf de La Poterie.
Claude de Ramezay est mort le 31 juillet 1724 à Québec et ses restes reposent dans la crypte de la cathédrale de la ville. À sa mort, sa veuve s’est trouvée dans une situation plutôt pénible et elle doit créer une entreprise de briqueterie pour survivre (on peut s’étonner que M. de Ramezay, ancien gouverneur de la principale ville de la colonie et propriétaire des seigneuries de Monnoir et de Ramezay, dans la région Sorel-Yamaska, soit mort dans la gêne. Mais les émoluments annuels du gouverneur n’étaient que de trois mille livres, en monnaie françaises. C’est pourquoi il devait exploiter les réserves forestières de ses deux seigneuries).
Son fils cadet Jean Baptiste Nicolas Roch de Ramezay, officier dans les troupes de la Marine française et lieutenant du roi, commandant du Fort La Maune, fut signataire de la capitulation de Québec en 1759.
Il est également le père de Louise de Ramezay et de Marie-Charlotte de Ramezay.